# Casas de Reina
Casas de Reina è un comune spagnolo di 218 abitanti situato nella comunità autonoma dell'Estremadura.